# Jerónimo Jacinto Espinosa

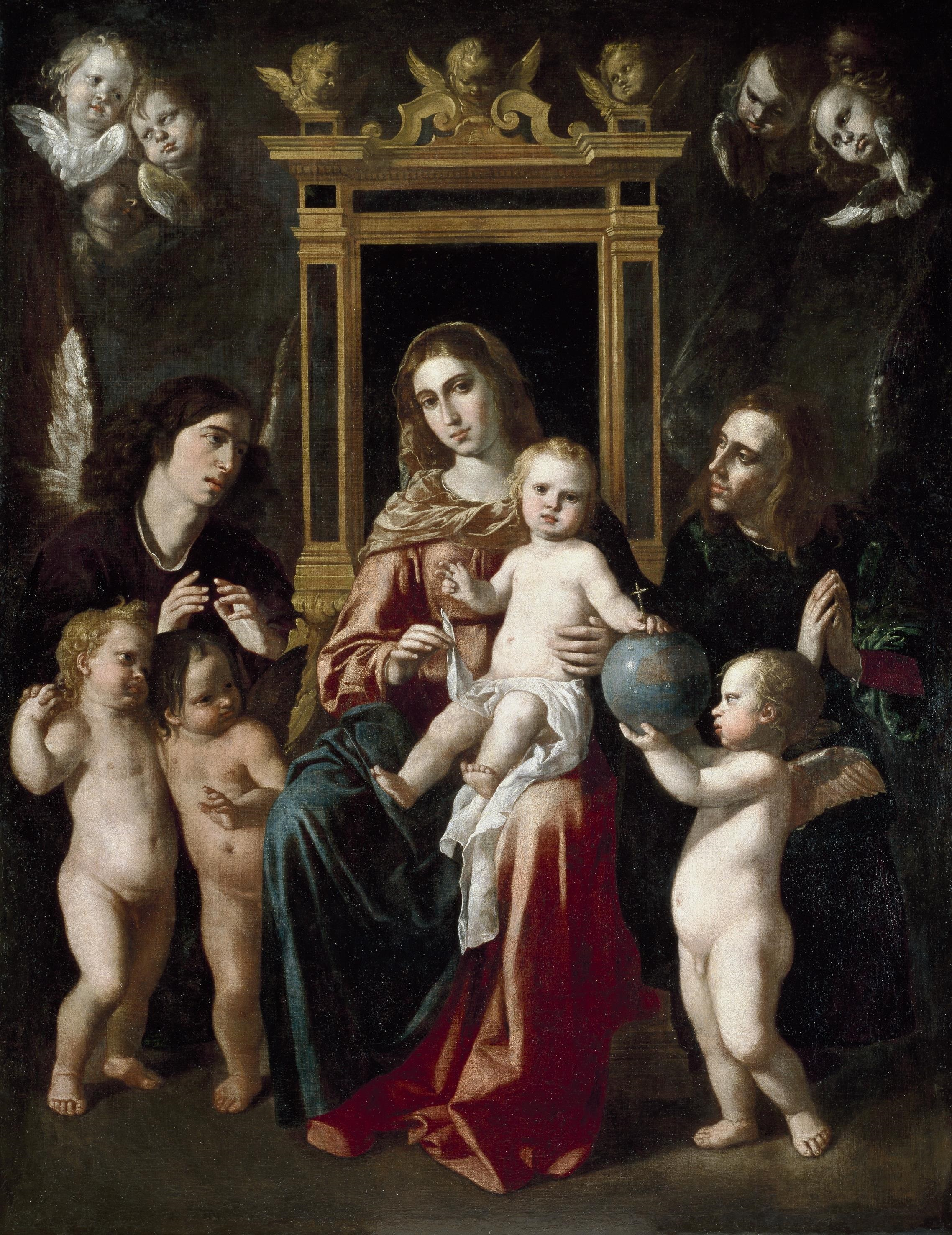
Jerónimo Jacinto Espinosa: Thronende Madonna mit Kind und Engeln, um 1661, Öl auf Leinwand, Prado, Madrid, im Depot im Monasterio de San Jerónimo el Real, Madrid

Jerónimo Jacinto Espinosa (katalanisch: Jeroni Jacint Espinosa; * Juni 1600 in Cocentaina (Alicante); † 20. Februar 1667 in Valencia) war ein spanischer Maler des Barock. Er war zu seiner Zeit der führende Künstler von Valencia und wird auch der „valencianische Zurbarán“ (El Zurbarán valenciano) genannt.

## Leben
Sein genaues Geburtsdatum ist nicht bekannt. Seine Eltern waren Aldonza Lleó und der Maler Jerónimo Rodríguez Espinosa aus Valladolid, welcher ab 1596 in Cocentaina nachgewiesen ist. Das Handwerk der Malerei erlernte Jerónimo Jacinto Espinosa bei seinem Vater. Sein erstes bekanntes signiertes Gemälde, die Geburt eines Heiligen, malte er noch als halbes Kind im Jahr 1612.
Wann die Familie nach Valencia übersiedelte, ist nicht bekannt, aber im Jahr 1616 schrieb Jerónimo Jacinto sich im valencianischen Colegio de Pintores ein. Einen wichtigen Einfluss auf seine Kunst hatten Francisco Ribalta und dessen Sohn Juan, die bis zum Jahr ihres Todes 1628 die führenden Maler Valencias waren.
Im April 1622 heiratete Espinosa Jerónima de Castro; das Paar lebte zunächst noch im Hause seiner Eltern in der Gemeinde San Martín von Valencia und hatte mehrere Kinder, darunter Vicente Jerónimo (getauft 22. Februar 1623) und Jacinto Raimundo Feliciano (1625).
Zu den wichtigsten erhaltenen Gemälden seiner Frühzeit gehört Das Wunder des Christus von Rescate, das er 1623 in Latein signierte und datierte (Privatsammlung, Valencia). Es zeigt neben einem komplexen Aufbau bereits viele seiner typischen Stilmerkmale, wie eine naturalistische Darstellung und einen gekonnten Umgang mit dem Chiaroscuro.

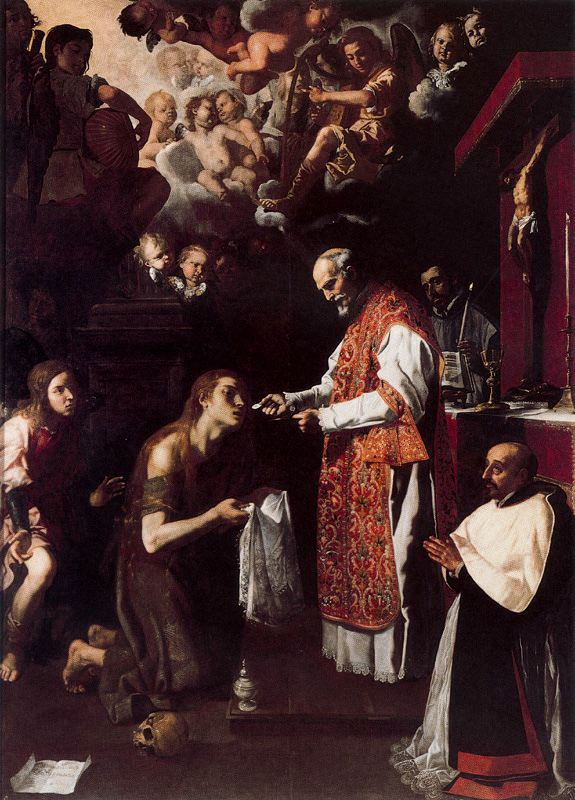
Kommunion der hl. Maria Magdalena, signiert und datiert 1665, Öl auf Leinwand, 226 × 315 cm, Museo de Bellas Artes, Valencia

Espinosa erhielt zahlreiche Aufträge von Kirchen und anderen religiösen Institutionen und wurde nach dem Tode der beiden Ribaltas der wichtigste Maler von Valencia. Er war Mitglied mehrerer religiöser Bruderschaften (cofradías) und erhielt von anderen Bruderschaften auch Aufträge für Malereien. Manche seiner Werke sind heute allerdings verloren, wie einige in den 1620er Jahren entstandene Gemälde für das Kloster Santo Domingo und das Convento de la Zaidía in Valencia, oder ein 1638 entstandener großer Gemäldezyklus für den Kreuzgang des Convento del Carmen Calzado.
Daneben malte er auch Porträts, beispielsweise das Bildnis des Don Felipe Vives de Cañamás von 1634 (Privatsammlung), und von verschiedenen Angehörigen von Mönchsorden.
Zusammen mit Pedro de Orrente, der etwa ab 1634 in Valencia lebte, fungierte Espinosa 1638 als Gutachter über einige Bilder, die Urbano Fos für die Kirche Santa María de Castellón gemalt hatte. Im selben Jahr starb die Mutter des Künstlers.
Der einzige Zeitraum in Espinosas Leben, über den Informationen fehlen, sind die Jahre zwischen 1640 und 1647, weshalb einige Autoren vermuten, dass er sich zu dieser Zeit in Sevilla oder Madrid aufhielt. Bewiesen ist das bisher jedoch nicht.
Ende der 1640er Jahre durchlebte der Maler schwere Zeiten, 1647 starb seine Frau und im folgenden Jahr sein Vater. Espinosa selber und andere Familienmitglieder entgingen mit knapper Not der Pest, die in Valencia wütete. Aus Dankbarkeit malte er mehrere Bilder für die Kapelle des hl. Luis Beltrán im Kloster Santo Domingo.
1651 schuf er einen Hl. Hieronymus für die Bruderschaft der „velluters“ (Samthändler).
Er bekam auch verschiedentlich Aufträge von der Stadtregierung Valencias, so dekorierte er 1640 die Türen des Altars der Rathauskapelle und schuf die Entwürfe für Kupferstiche in Lorenzo Mateus Buch De Regimine Regni Valentiae, das 1654 veröffentlicht wurde. 1662, ein Jahr nachdem Papst Alexander VII. in einem Breve den in Spanien schon lange beliebten Kult um die Unbefleckte Empfängnis Mariens offiziell anerkannt hatte, schuf Espinosa zu den entsprechenden Feierlichkeiten das größte Gemälde seiner ganzen Karriere, die Immaculata mit den Geschworenen der Stadt (400 × 430 cm; Rathaus, Valencia).

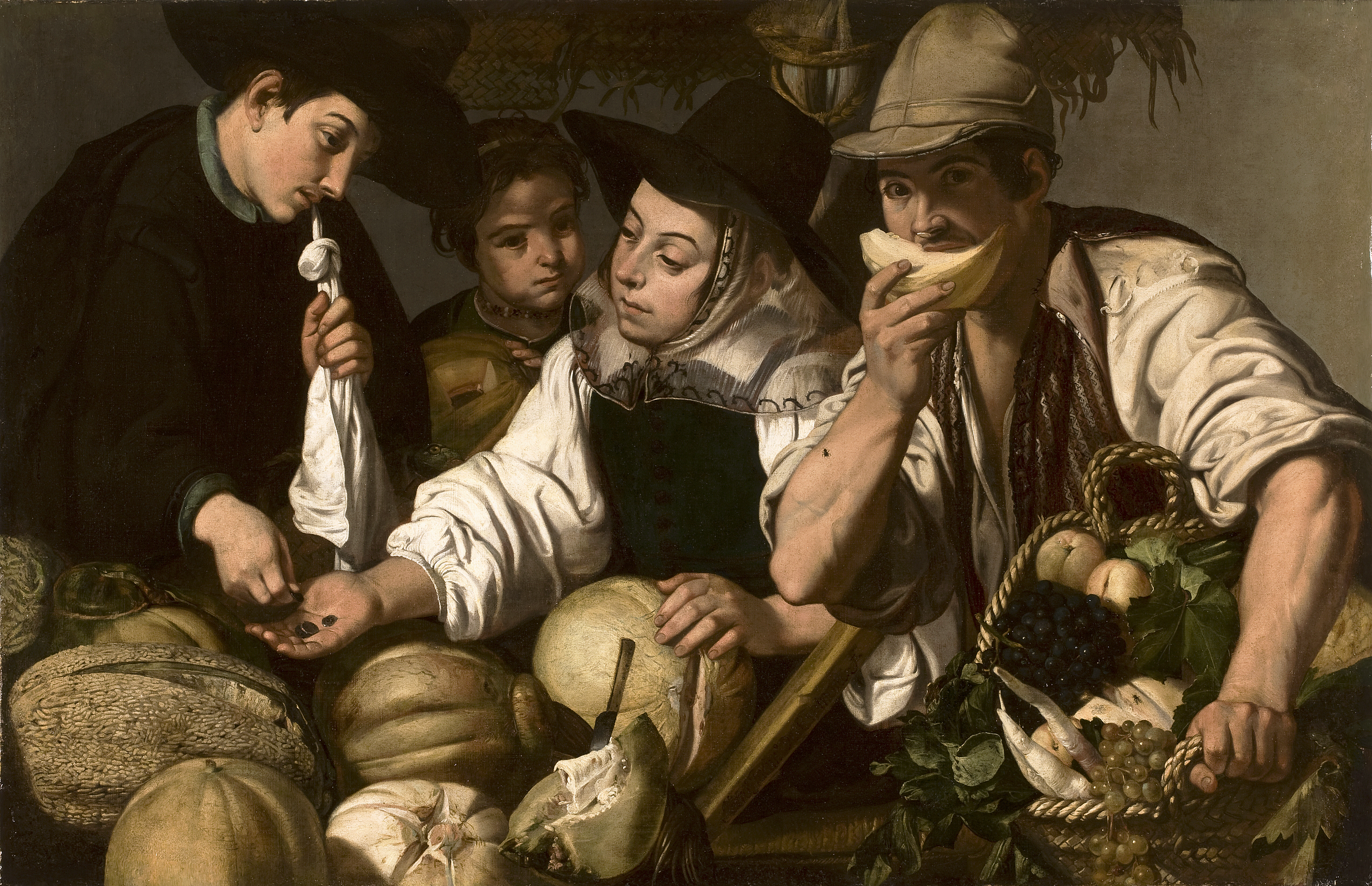
Obstverkäuferin, um 1650, Prado, Madrid

Einige seiner besten erhaltenen Gemälde entstammen seinem Spätwerk. Dazu gehören das Bild Der hl. Pedro Nolasco bittet für seine kranken Mitbrüder (Museo de Bellas Artes, Valencia), das wahrscheinlich 1652 entstand, und Die Erscheinung der Madonna im Chor der Mercedarier, die er 1661 für das Convento de la Merced schuf.
Eine bis dahin völlig unbekannte Facette im Werk des Künstlers entdeckte man zu Beginn des 21. Jahrhunderts bei der Reinigung eines Gemäldes mit einer Obstverkäuferin, die zur Sammlung des Prado gehört (siehe Abb. rechts). Das Bild entstand wahrscheinlich um oder nach 1650 und ist ein Meisterwerk der in der spanischen Kunst eher selten vertretenen barocken Genremalerei.
Als eins seiner Meisterwerke wird auch die Kommunion der hl. Maria Magdalena angesehen, die er 1665 signierte und datierte; das Bild entstand ursprünglich für das Franziskanerkloster von Masagrell und gelangte später in das Museo de Bellas Artes von Valencia.
Espinosa starb etwa zwei Jahre später, am 20. Februar 1667, in Valencia.

## Stil

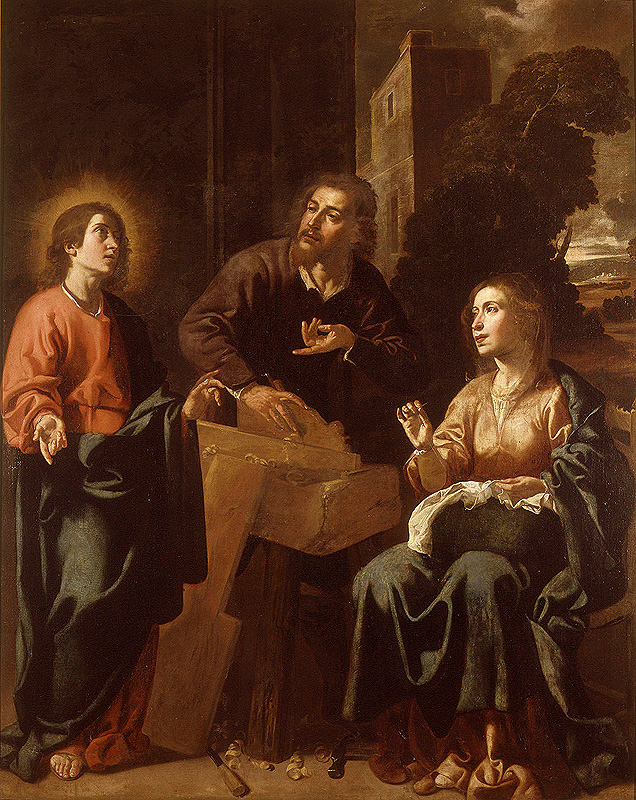
Die heilige Familie in der Werkstatt Josephs, ca. 1640–1660, Öl auf Leinwand, 205,5 × 162,5 cm, Museo de Bellas Artes, Valencia

Jerónimo Jacinto Espinosa schuf ein umfangreiches Werk, das deutlich vom tenebristischen Naturalismus des Francisco Ribalta beeinflusst ist, aber auch von älteren valencianischen Künstlern wie Hernando Yáñez oder Vicente Macip. In späteren Werken zeigen sich außerdem Inspirationen durch Pedro de Orrente, der von etwa 1634 bis 1645 in Valencia lebte.
Ähnlich wie der in Sevilla wirkende Francisco de Zurbarán, dem er seinen Spitznamen verdankt, hielt Espinosa sein Leben lang an Stilmerkmalen fest, die spätestens ab etwa 1650 im Vergleich zu anderen, in Madrid oder Sevilla wirkenden Künstlern etwas archaisch erscheinen. Was ihn mit Zurbarán außerdem verbindet, ist die fast ausschließliche Konzentration auf religiöse Darstellungen aus dem christlichen Themenkreis und von Heiligen- und Mönchsbildern. Im Grunde hat Espinosa jedoch wenig mit Zurbarán zu tun. Zwar stellte er seine Themen ebenfalls auf eine intime und innige Weise dar, jedoch mit ganz anders gearteten Figuren, die leicht rustikal, und dabei oft weich und sympathisch wirken. Seine Kunst wirkt trotz des Tenebrismus und einer sehr zurückhaltenden Farbpalette weniger streng und asketisch und hat etwas Liebliches. In Anbetracht der großen Zahl seiner Aufträge ist teilweise von einer Mitarbeit seiner Werkstatt auszugehen, was auch die etwas unausgeglichene Qualität seines Werks erklärt.
Da sich Espinosas Wirken in erster Linie auf Valencia und dessen Provinz beschränkte, kamen Gemälde von ihm erst spät in die königlichen Sammlungen in Madrid (und Umgebung). Aus diesem Grunde gelangten auch erst gegen Ende des 20. Jahrhunderts Werke des Künstlers in die Sammlungen des Prado, wie beispielsweise eine sehr expressive Büßende Maria Magdalena, die erst 1992 von dem Museum erworben wurde.

## Bildergalerie

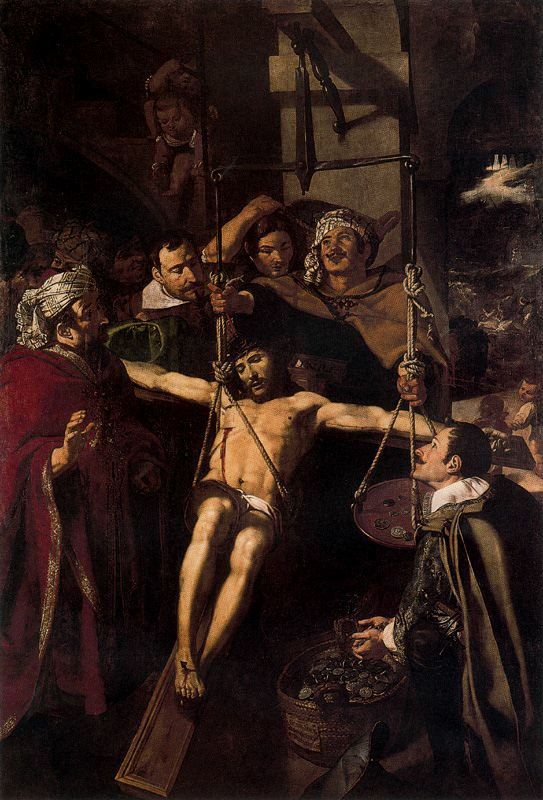
Das Wunder des Christus von Rescate, ca. 1623, Öl auf Leinwand, 243 × 168 cm, Privatsammlung, Valencia
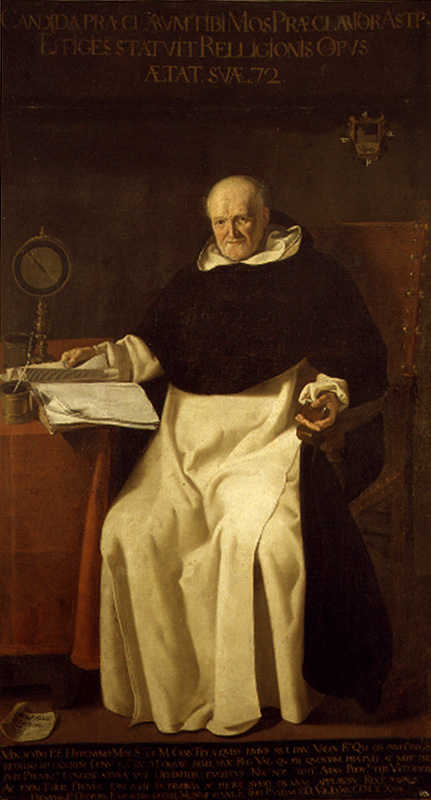
Bildnis des Dominikaners Fra Jeroni Mos, 1627, Öl auf Leinwand, 205,5 × 113,3 cm, Museo de Bellas Artes, Valencia
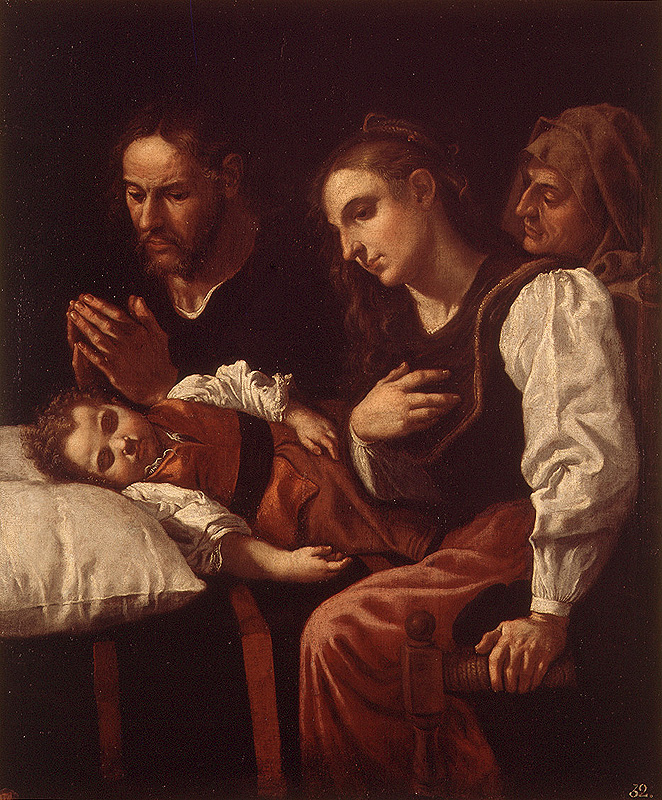
Heilige Familie mit dem schlafenden Jesuskind, um 1630, Öl auf Leinwand, 112,6 × 92,9 cm, Museo de Bellas Artes, Valencia
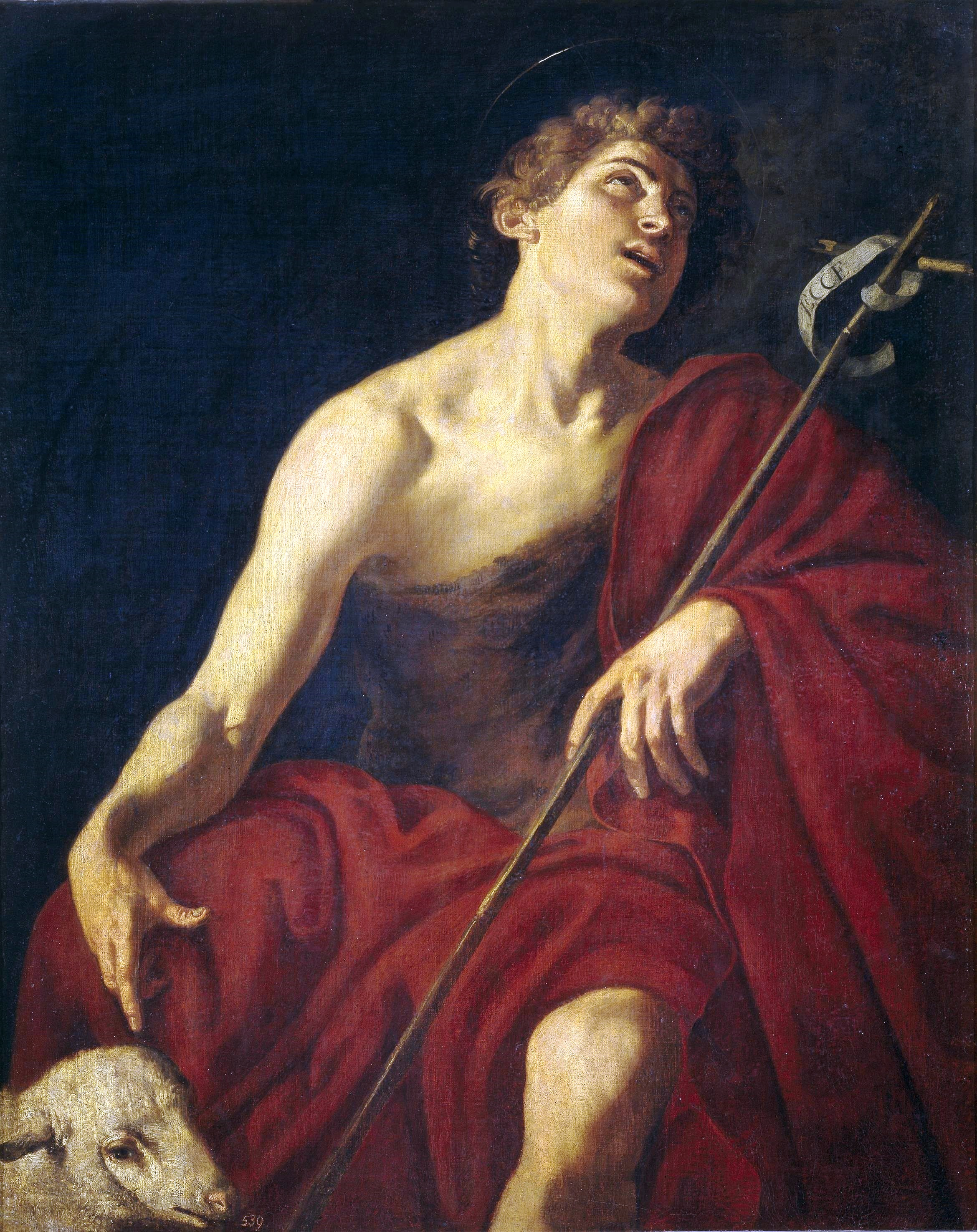
Johannes der Täufer, um 1645, Öl auf Leinwand, 112 × 91 cm, Prado, Madrid
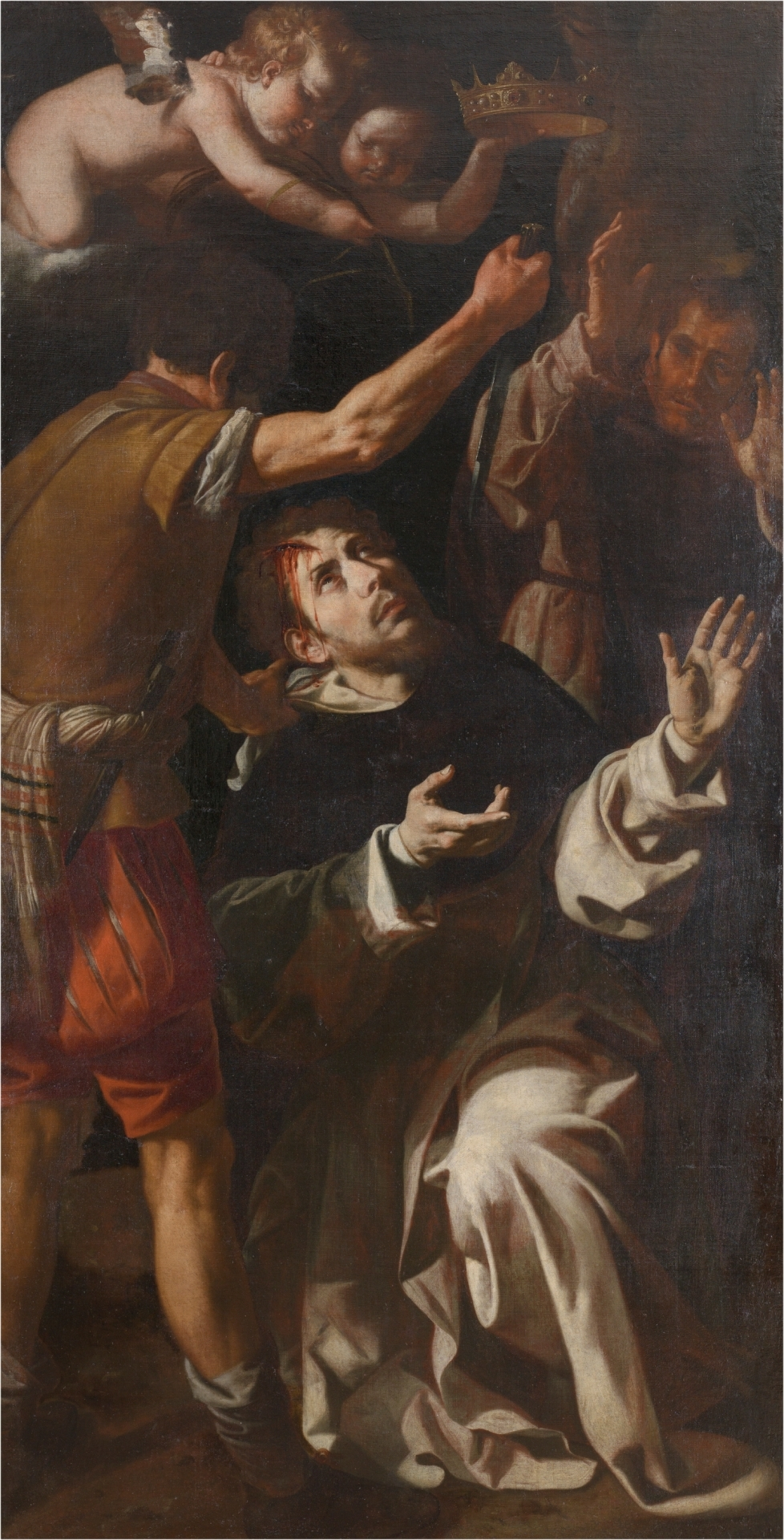
Martyrium des hl. Petrus Martyr, um 1650, Öl auf Leinwand, 199,5 × 104,0 cm, Prado, Madrid
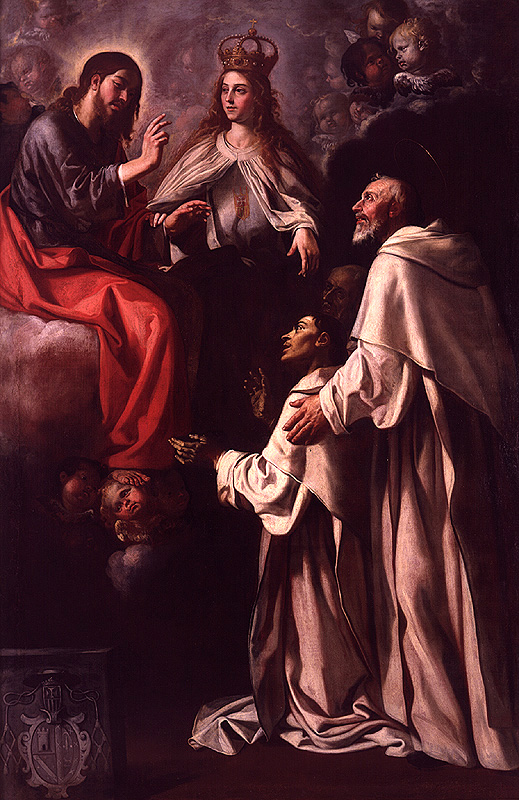
Der hl. Pedro Nolasco bittet für seine kranken Mitbrüder, 1651–52, Öl auf Leinwand, 181,0 × 119,5 cm, Museo de Bellas Artes, Valencia

## Werke (Auswahl)
- Geburt eines Heiligen, 1612
- Das Wunder des Christus von Rescate, ca. 1623, Privatsammlung, Valencia
- Der Hl. Franziskus, um 1620–30, Gemäldegalerie Alte Meister, Dresden
- Christus mit dem Kreuz, 1626
- Marienkrönung, 1626
- Bildnis des Dominikaners Fra Jeroni Mos, 1627, Museo de Bellas Artes, Valencia
- Heilige Familie mit dem schlafenden Jesuskind, um 1630, Museo de Bellas Artes, Valencia
- Porträt des Don Felipe Vives de Cañamás, 1634, Privatsammlung
- Tod der Jungfrau Maria, Privatsammlung
- Visitation (Mariä Heimsuchung), Privatsammlung
- Mystische Vision des hl. Bernhard, Privatsammlung
- Der hl. Ludwig, 1637
- Jesus hebt seine Kleider auf, Museo del Greco, Toledo
- Das Opfer Isaaks, Rathaus, Valencia
- Madonna mit Kind, Museu de la Ciutat de València
- San Ramón Nonato, Prado, Madrid
- Die heilige Familie in der Werkstatt Josephs, Museo de Bellas Artes, Valencia
- Büßende Maria Magdalena, um 1650, Prado, Madrid
- Martyrium des hl. Petrus Martyr, um 1650, Prado, Madrid
- Hl. Hieronymus, 1651
- Obstverkäuferin, um 1650, Prado, Madrid
- Der hl. Pedro Nolasco bittet für seine kranken Mitbrüder, 1651–52, Museo de Bellas Artes, Valencia
- Tod des hl. Luís Beltrán, Museo de Bellas Artes, Valencia
- Die Erscheinung der Madonna im Chor der Mercedarier, 1661, Convento de la Merced
- Thronende Madonna mit Kind und Engeln, um 1661, Prado, Madrid, im Depot im Monasterio de San Jerónimo el Real, Madrid
- Rosenkranzmadonna, Museu Marià, Valencia
- Die Immaculata mit den Geschworenen der Stadt, 1662, Rathaus von Valencia
- San Pedro Nolasco bittet für seine kranken Mitbrüder, Museo de Bellas Artes, Valencia
- Maria Immaculata (Concepció Xiqueta), Capella de la Sapiència de la Nau (Universität Valencia), Valencia
- Kommunion der hl. Maria Magdalena, signiert 1665, Museo de Bellas Artes, Valencia